# Novel·la detectivesca catalana
La novel·la detectivesca catalana és la novel·la detectivesca produïda en llengua catalana i, doncs, adreçada primordialment al públic lector dels Països Catalans. El present article tracta la història del gènere detectivesc al si de la literatura catalana.

## Història de la novel·la detectivesca als Països Catalans

### Els inicis 1900-1960
La novel·la detectivesca s'introdueix als Països Catalans vehiculada en les llengües estatals, traduccions incloses. Amb el temps, la realitat sociològica del domini lingüístic s'imposa en forma de traduccions al català. Una de les primeres col·leccions modernes de novel·la curta en català, La literatura sensacional (Salvador Baxarias, 1908-1909), és dedicada íntegrament al Holmes de Doyle, amb magnífiques cobertes de Joan Garcia Junceda; ateny trenta-set títols. La iniciativa és d'una precocitat raonable: les primeres traduccions franceses de Holmes daten del 1894, i les primeres d'espanyoles del 1906. Holmes tornarà a treure el nas en revista (com en les traduccions de Salvador Vilaregut per a De tots colors, 1910, o les de Llegiu-me, en els anys vint) i en volum (Edicions Ibèria, 1927). Carles Riba tradueix tot el Poe detectivesc (Els assassinats del carrer Morgue, 1918) i posteriorment repetirà amb el terrorífic; algunes de les narracions seran recuperades separadament per La novel·la estrangera en els anys vint i pels Quaderns literaris de Janés i Olivé en els trenta. La novel·la nova extracta títols relacionats amb la prehistòria del gènere: El comte de Montecristo de Dumas (1918); La policia per dins: memòries d'en Canler, cap de policia de París (1820-1850)  (1918). Durant els anys vint la revista Llegiu-me publica alguna narració curta d'Ellery Queen, i cap al 1930 la revista Imatges en publica d'Agatha Christie; una versió teatral del cèlebre Ackroyd, adaptat per Michael Morton, arribarà als nostres escenaris (el text apareixerà com a volum 388 de L'escena catalana, el 1933, sota el títol de El Commendatore Campanel·li). Esporàdicament, alguna altra traducció d'obra amb connotacions detectivesques apareix en col·leccions generalistes de narrativa.
Pel que fa a la producció pròpia d'avantguerra, l'auca dedicada per Albert Llanas al Detective Sherlock Holmes (1908, amb grafia pre-normativa) és signe inequívoc de la popularitat del gènere. Emperò, en el camp de la novel·la no hi ha ni l'auge massiu que conegué llavors el gènere sentimental ni precedents rellevants com en la ciència-ficció i l'erotisme, sinó a penes alguna temptativa esporàdica d'autors cultes com Cèsar August Jordana (El collar de la Núria, 1927) i una jove Mercè Rodoreda (amb la paròdica Crim, 1936). El teatre hi és més actiu: ja el 1909 s'assenyala un primer pastitx holmià (El detectiu Jeph-Roch Homs, de Salvador Bonavia), que no serà pas l'únic; A. Albert Torrellas adapta a l'escena Cor delator de Poe com a monòleg (v. 1908); en acabat d'adaptacions del Raffles de Hornung (1908) i de El misteri de la cambra groga de Leroux (Carles Costa i Pujol per a De tots colors, 1913), en els anys vint i trenta abunda la matèria detectivesca (o de fait-divers) al Paral·lel, bé que sovint en termes vodevilescos i dins la tradició populista del fulletó (L'assassinat del carrer 42, d'Amichatis i Gastó A. Màntua, de 1934).

### L'eclosió de la novel·la negra (1950-1990)
Però l'autèntica arrencada de la novel·la detectivesca catalana es produeix en la negra postguerra franquista, en part com a tasca de servei, i es deu a Rafael Tasis (1906-1966) amb tres obres pròpies que són mostres magnífiques d'adaptació cultural: La Bíblia valenciana (1955), És hora de plegar (1956) i Un crim al Paralelo (1960). La primera és un dels rars exemples de novel·la-enigma de la literatura catalana, amb l'encant afegit d'un rerefons bibliòfil de rellevància nacional ambientat a la Barcelona republicana. La segona es podria encabir en la novel·la negra, ni que sigui per la sordidesa quotidiana d'escenaris i personatges, en un retrat ben lúcid del clima moral del franquisme. La tercera és una novel·la policíaca que explota intel·ligentment el filó del Paral·lel barceloní d'entreguerres. A destacar l'aparició de personatges fixos: el comissari Vilagut i el periodista Caldes. Així mateix, Tasis realitzarà algunes de les millors traduccions del gènere.
De seguida pren el relleu el prolífic i polifacètic Manuel de Pedrolo (1918-1990), literat avantguardista alhora que apassionat de la novel·la de gènere i militant incansable per la normalització de la lectura en català. En el camp específic de la novel·la detectivesca -a banda del clima "negre" i inquietant que travessa gran part de la seva obra ingent- publica L'inspector arriba tard (1960), Joc brut (1965) i Mossegar-se la cua (1968) i fa nombroses traduccions.
La figura de Pedrolo és central, així mateix, com a impulsor de la primera col·lecció especialitzada, la mítica La Cua de Palla (1963-1970), que fa disponibles en català els clàssics de la novel·la negra, sobretot anglosaxona, juntament amb Simenon i amb alguns títols del mateix Pedrolo. [És característic de les forçades servituds del mercat català el fet que durant els anys cinquanta s'haguessin publicat a Barcelona desenes de títols de Simenon traduïts per literats catalans (com ara Ferran Canyameres, amic personal de l'autor), però en espanyol: fer-ho en català era, d'antuvi, il·legal.]. Sota aquest impuls sorgeixen altres col·leccions: Aymà Editors llança L'Enjòlit (1964-1965), dedicada a les aventures de James Bond (llavors en el zenit de la popularitat pel cinema), però també amb títols pròpiament detectivescos (negres i policíacs); Editorial Molino treu L'Interrogant (1965), amb quatre novel·les d'Agatha Christie, incloent-hi les emblemàtiques L'assassinat de Roger Ackroyd i Assassinat a l'Orient Express. Però totes aquestes iniciatives acaben fracassant per l'escassetat de públic lector: la massa popular a què hom s'adreçava no estava alfabetitzada en la seva llengua, i, a més, els equivalents en espanyol, de tiratge ampli, eren molt més barats.
Això no obstant, alguns franctiradors fan aportacions al gènere: Llorenç Sant Marc (pseudònim de Joan Carandell i Marimon) amb el díptic Males companyies (1970) i La brillant història (1971); Ramon Planes i Izabal amb Crim al carrer Tuset (1973); Núria Mínguez amb una dedicació assídua engegada amb Una casa a les Tres Torres (1974). Alguns autors consagrats fan crítica social en clau detectivesca, com Maria Aurèlia Capmany (El jaqué de la democràcia, 1972) i el nord-català Jordi Carbonell (Un home qualsevol, 1979).
Ja en el nou context sociocultural dels anys setanta, un jove intel·lectual inquiet com Jaume Fuster (1945-1998), ben conscient dels factors que soscaven persistentment la projecció social del llibre català, reprèn el combat sistemàtic per la novel·la detectivesca en la llengua del país, tant amb la seva obra (De mica en mica s'omple la pica, de 1972, Tarda, sessió contínua, 3,45, de 1976) com amb la tasca crítica i divulgativa. Serà una feina preparatòria.
És als anys vuitanta, amb nous condicionaments sociopolítics, quan es produeix l'eclosió de la novel·la detectivesca en català, tant de producció pròpia com traduïda, en el marc d'un auge de la novel·la de gènere que abasta també l'eròtica i, en menor mesura, la ciència-ficció, la fantasia mítica, l'humor i el terror. Es generalitza llavors (abusivament) el terme novel·la negra com a designació global del gènere detectivesc. A Jaume Fuster (La corona valenciana, 1982) i al col·lectiu Ofèlia Dracs (Negra i consentida, 1983) se sumen tot d'autors procedents de la literatura general, com Josep Maria Palau i Camps (Assassinat al club dels poetes, 1983), Maria Antònia Oliver (Estudi en lila, 1985), Antoni Serra (El blau pàl·lid de la rosa de paper, 1985), Margarida Aritzeta (El correu de Trípoli, 1990, etc.), Isabel-Clara Simó (La veïna, 1990), Pep Coll (L'abominable crim de l'Alsina Graells, 1999), Toni Cucarella (Bogart & Bogart, 1993, etc.), etc., etc. N'hi ha que s'hi dediquen més o menys en exclusiva, com el supervendes Ferran Torrent (No emprenyeu el comissari, de 1984, Penja els guants, Butxana, de 1985, Un negre amb un saxo, de 1987, Gràcies per la propina, de 1995), Andreu Martín (Muts i a la gàbia, de 1986, Crònica negra, de 1988, Barcelona Connection, de 1989), Albert Draper (col·lectiu literari format per Emili Castellanos i Miquel Colomer, Vuit dies de juny, 1987) i Magí Rosselló (Faraó, 1988). Hom crea personatges característics: el Lluís Arquer de Fuster (Les claus de vidre, 1984), l'inspector Jaume Arbós de Palau (1983), la Lònia Guiu d'Oliver (1985), el Celso Mosqueiro de Serra (1985), el Butxana de Torrent (1984); també n'hi ha per al públic juvenil, com ara En Felip Marlot (1979), de Joaquim Carbó, el detectiu Flanagan, d'Andreu Martín i Jaume Ribera (No demanis llobarro fora de temporada, 1989, etc.), i Els ponts del diable (1995), de Toni Cucarella. El clima "negre" alimenta també altres gèneres, com la novel·la d'acció en clau fortament política que conrea el tàndem Jordi Querol-Moisès Mercè (Abans moros que catalans, de 1984, València 1977, de 1989).
El gruix d'aquesta producció autòctona s'inscriu en el subgènere negre-policíac, mentre que Palau s'inspira en Christie i Simenon; potser només Núria Mínguez converteix en nucli de la seva producció la novel·la-enigma, d'altra banda homenatjada en pastitxos com A Mayerling, una nit...  (1990), de Nèstor Luján, que reuneix Holmes i Poirot en la investigació del cèlebre cas, o, ja en el camp del teatre, per Jaume Fuster en Les cartes d'Hèrcules Poirot (1983) des de la Cerdanya dels darrers quaranta.
Mentre la majoria d'editorials inclouen la novel·la detectivesca, catalana o traduïda, en col·leccions generalistes de narrativa, arriben a sorgir dues col·leccions especialitzades en el gènere: Seleccions de la Cua de Palla (1985-1997), d'Edicions 62, represa d'un clàssic, ara sota la direcció de Xavier Coma i dedicada monogràficament a la novel·la negra; i La Negra (1986-1998), de La Magrana, amb autors catalans i traduccions d'autors coetanis, sobretot d'altres literatures europees.
Com acabem de veure, també les traduccions són massives; exemplifiquem-ho amb els clàssics emblemàtics del gènere. Quaderns Crema publica íntegrament els Contes d'Edgar Allan Poe (1980, 4 volums) en la traducció ribiana, més endavant publicats per altres segells separadament o en selecció, sovint amb traduccions noves. Laertes publica tot Sherlock Holmes (1984-1992) en la col·lecció L'Arcà (majoritàriament de misteri i terror); mentrestant, L'Atzar recupera les traduccions de 1908-1909, amb les il·lustracions de Junceda (El detectiu Sherlock Holmes, 1981-1984); tant Cruïlla com Bromera treuen narracions soltes, amb noves traduccions; i entre el 1981 i el 2000 sengles editorials llancen fins a sis traduccions diferents de El gos dels Baskerville. Entre el 1990 i el 1999 en tindrem tres de noves de El misteri de la cambra groga de Gaston Leroux (la primera de les quals com a El misteri de l'habitació groga). El 1985 Editorial Molino recupera els quatre títols de Christie de 1965, ara al si de Seleccions de Biblioteca Or, i, alhora, La Llar del Llibre (l'antiga Catalònia) crea la sèrie Agatha Christie al si de la col·lecció Nova Terra, sèrie que haurà superat la trentena de títols al tancament (1994). El 1996 Columna-Proa recupera aquestes traduccions, la majoria al si de la col·lecció monogràfica Agatha Christie, ara amb les atractives cobertes de l'edició britànica. El 1988 Àrea llança una col·lecció dedicada monogràficament a Maigret: Àrea Simenon. D'altra banda, les reimpressions d'aquests clàssics es multipliquen.

### Davallada (1990-2010)
L'eufòria s'esllangueix als anys noranta, tal vegada per saturació del públic, i Seleccions de la Cua de Palla i La Negra acaben tancant. En resta, però, un bon gruix de traduccions i, sobretot, la definitiva normalització del gènere al si de la literatura catalana; de manera que, ja a un ritme més pausat, continuen tant la producció pròpia com la traducció, havent esdevingut la novel·lística detectivesca una opció entre tantes. Entre les darrers sorpreses hi ha l'aparició de la novel·la negra nordcatalana, amb el Perpinyhard (1995) del col·lectiu Emili Xatard (Joan-Lluís Lluís, Gerard Jacquet, Aleix Renyé, Miquel Sargatal i Joan-Daniel Bezsonoff). Pel febrer del 2006 Edicions 62 llançava La Nova Cua de Palla, en una nova etapa de la col·lecció. El 2010, va sorgir el col·lectiu valencià d'Unai Siset (Pasqual Alapont, Manuel Baixauli, Esperança Camps, Vicent Borràs, Àlan Greus, Urbà Lozano i Vicent Usó), amb Subsol.

### Rellançament de la novel·la negra catalana (2010-actualitat)
A partir de 2009, edicions La magrana inicia la seva col·lecció “La negra” en què alterna autors internacionals amb autors catalans com Teresa Solana, Sebastià Jovani o Juli Alandes Albert
Es produeix un nou rellançament de la novel·la negra en català a partir de 2011. Prové d'editorials independents, de mida més petita però amb molta vitalitat, les quals inicien noves col·leccions. El 2012 es crea la col·lecció Crims.cat de l'editorial Alrevés, la qual ha pres el relleu de les antigues col·leccions de novel·la negra en català. A crims.cat publiquen nous autors catalans, com Lluís Bosch Albert, Sebastià Jovani, Xavier Aliaga, Sebastià Bennasar i Llobera, Agustí Vehí i Castelló, Rafael Vallbona i Sallent i Jaume Benavente. També s'hi publiquen autors estrangers, inèdits en llengua catalana, com Dominique Manotti, Flavio Soriga o Mario Zambujal. El 2013 apareix l'editorial Llibres del delicte que aposta per l'edició d'autors catalans, com Marc Moreno o el mateix Sebastià Bennasar.
Val a dir que, en contrast amb els subgèneres negre i policíac, la bibliografia catalana presenta encara greus deficiències quant a l'anostrament dels clàssics de la novel·la-enigma de l'Edat d'Or: tret d'Agatha Christie, en són inèdits en català (pràcticament o absolutament) tots els autors emblemàtics, com ara John Dickson Carr/Carter Dickson, Ellery Queen, Margery Allingham, Ngaio Marsh, Nicholas Blake, Michael Innes, Anthony Berkeley/Francis Iles, Patrick Quentin, el Milne detectivesc i tants d'altres. Un buit sorprenent, atès l'èxit continuat d'aquests autors (ja ens hi hem referit), els quals hom continua reimprimint en anglès, francès, espanyol, etc. Tocant als autors recents –sobretot anglosaxons-- la puntualitat traductora és prou satisfactòria, però tot i així hom hi troba a faltar, per exemple, Bruce Alexander, James Melville i Lilian Jackson Braun.

## Font
- El Talp Arxivat 2009-10-17 a Wayback Machine.